# Żywocice (Hawierzów)
Żywocice (czes. Životiceⓘ, niem. Žywotitz, Zywotitz, dawniej Ziwotitz) – część miasta Hawierzowa w kraju morawsko-śląskim, w powiecie Karwina w Czechach. Położona jest na południowo-wschodnim skraju miasta, niedaleko Zalewu Cierlickiego. Leży we wschodniej części gminy katastralnej Bludovice. W 2009 liczba mieszkańców wynosiła 1133, zaś w 2010 odnotowano 379 adresów.
W Żywocicach znajduje się cmentarz ewangelicki.

## Historia
Pierwsza wzmianka pochodzi z 1450 roku jako Ziboticze. Według austriackiego spisu ludności z 1910 roku Żywocice miały 606 mieszkańców, z czego 602 było polsko- a 4 (0,7%) niemieckojęzycznymi, 262 (43,2%) było katolikami, 336 (55,4%) ewangelikami a 8 (1,3%) wyznawcami judaizmu.
Po najeździe czeskim na Śląsk Cieszyński w 1919 r. i podziale prowincji w 1920 roku miejscowość została włączona do Czechosłowacji. W październiku 1938 została wraz z Zaolziem przyłączona do Polski, a w czasie II wojny światowej okupowana przez nazistowskie Niemcy. W okresie okupacji, 6 sierpnia 1944 Niemcy dokonali mordu na 36 mieszkańcach miejscowowści (tragedia żywocicka). Po wojnie Żywocice znalazły się w Czechosłowacji.
W granicach administracyjnych Hawierzowa od 1960 roku.